# 兒童獻祭
兒童獻祭（英語：Child sacrifice）是為了取悅或安撫神靈、超自然生物或神聖的社會秩序、部落、團體或國家的忠誠等，而進行的殺害兒童儀式。它是活人獻祭的一種形式。
中部美洲和南美洲的古代文化中有許多有關案例。 歐洲和近東地區有關實踐的流行，被認為結束於古典時代晚期。

## 參看
- 人祭
- 古代美洲人祭
- 殺嬰